# Koniec linii
Koniec linii (ang. End Of Line, EOL) – znak lub sekwencja znaków oznaczająca zakończenie linii tekstu.
W przypadku protokołów internetowych przyjęło się używać, jako znaku końca linii, kombinacji kodów CRLF.
Współczesne edytory tekstu zwykle obsługują wszystkie sposoby oznaczania końca linii. Wiele innych programów również przetwarza tekst niezależnie od tego, jaki rodzaj zakończenia linii w nim występuje, jednak nie można zakładać, że automatyczne rozpoznawanie formatu zawsze zadziała poprawnie.
Błędna identyfikacja oznaczenia końca linii może doprowadzić do traktowania plików binarnych jako tekstowych i na odwrót, co może powodować błędną interpretację zawartości przy odczycie lub uszkodzenie danych przy zapisie. W związku z tym istnieje możliwość wymuszenia otwarcia lub przesłania pliku w trybie tekstowym albo binarnym. W trybie tekstowym znaki końca linii mogą być automatycznie zamieniane na znaki stosowane natywnie w systemie docelowym, natomiast w trybie binarnym wszystkie znaki pozostają nienaruszone.

## Zastosowanie
W różnych systemach operacyjnych stosuje się określone znaki końca linii:
- W systemach opartych na kodowaniu ASCII są to kombinacje kodów CR (ang. carriage return, szesnastkowo0x0D) i LF (ang. line feed, szesnastkowo 0x0A):
  - LF – w systemach: Unix, BeOS, AmigaOS, MorphOS, RISC OS, GNU/Linux, Mac OS X, Multics;
  - CRLF – w systemach: DOS, OS/2, Microsoft Windows, Symbian, DEC RT-11;
  - CR – w systemach: Commodore, Apple II, Mac OS (do wersji 9), Microware OS-9.
- W systemach opartych na EBCDIC jest to kod NEL (ang. NExt Line, szesnastkowo 0x15).

Alt-kody dla strony kodowej Windows-1250:
- LF – Alt+010
- CR – Alt+013